# Olof Hermelin (museichef)
Claes Olof Gunnar Hermelin, född 17 juli 1967, är en svensk friherre, arkeolog och museiman.

## Biografi
Olof Hermelin utbildade sig till arkeolog vid Uppsala och Lunds universitet. Hans fokus ligger på yngre järnåldern och tidig medeltid. På 1990-talet började han sin yrkeskarriär vid Riksantikvarieämbetet. Mellan 1994 och 2002 var han som antikvarie verksam på Sörmlands museum. Under den tiden ansvarade han för uppbyggnaden av den arkeologiska uppdragsverksamheten, ledde olika arkeologiska undersökningar och ledde ett flertal kulturarvsprojekt.
År 2002 utsågs han som biträdande regionmuseichef och landsantikvarie på Regionmuseet i Skåne. Han ansvarade för flera utvecklingsprojekt, bland annat ingick han i styrgruppen för uppbyggnaden av Fulltofta naturcentrum. Under den sista tiden var han tillförordnad regionmuseichef.
2013 tillträdde Olof Hermelin som museichef för Östergötlands museum. Hans första tio år som museichef präglades av större utvecklingsprojekt, bland annat renoveringen av museihuset i Linköping och organisationens förnyelse, som ledde till att museet utsågs till Årets museum år 2023.
Han har präglat diskursen om museer som samhällsaktör genom sin verksamhet i olika branschorganisationer, bland annat som  sekreterare i Länsmuseernas samarbetsråd och ledamot i branschförbundet Sveriges museer. Särskilda frågor som han har drivit är museernas finanisiering, länsmuseernas relevans och regional kulturmiljö.